# Парозубчик брудножовтий
Парозубчик брудножовтий (Didymodon luridus) — вид мохів порядку потіальних (Pottiales).

## Поширення
Батьківщиною є Європа, Африка, Північна Америка.
Росте на вологих скелях, каменях і стінах, наприклад, у лісах або навколо будівель. Він також може рости на неглибокому ґрунті, а також на каменях і коренях дерев у зонах затоплення річок, а також на вологому піску в дюнах.

## Характеристика
Дводомний вид. Світлолюбний, мезофільний, кальцифільний вид. Спорангії рідкісні, взимку. Утворює низькі темно-зелені купки. Стебла 0.5–1 см заввишки. Листя відносно широке, ≈ 1.25–1.75 мм завдовжки, із заокругленим або гострим кінчиком. У сухому стані листя пряме і скручене